# Joanne Kiesanowski
Joanne Marie (Jo) Kiesanowski (Christchurch, 24 mei 1979) is een voormalig wielrenster uit Nieuw-Zeeland. Ze reed zowel op de baan als op de weg. Kiesanowski vertegenwoordigde haar vaderland driemaal op rij bij de Olympische Spelen: 2004, 2008 en 2012. Daarnaast won ze zilver in de scratch race en werd vierde in de wegrit op de Gemenebestspelen 2010 in Delhi.
Kiesanowski is getrouwd met voormalig wielrenner Jeff Pierce.

## Erelijst
2003
- Nieuw-Zeelands kampioene op de weg

2004
- 17e in Olympische wegwedstrijd, Athene

2005
- 4e etappe Thüringen Rundfahrt der Frauen

2006
- Nieuw-Zeelandse kampioene (baan), puntenkoers
- 3e etappe Ronde van Drenthe
- 4e etappe Tour de l'Aude Cycliste Féminin
- 2e etappe deel b Grande Boucle Féminine Internationale
- The Ladies Golden Hour

met Nicole Cooke, Priska Doppmann, Christiane Soeder en Karin Thürig
2007
- Nieuw-Zeelandse kampioene (baan), puntenkoers

2008
- Rund um den Bühler
- Proloog 1e etappe Mount Hood Classic
- 3e etappe Mount Hood Classic
- 2e etappe Tour de Bretagne en 2e in eindklassement
- 28e in Olympische wegwedstrijd, Peking

2009
- 2e etappe Joe Martin Stage Race

2010
- 4e etappe Cascade Classic
- GP de Gatineau
- scratch race Commonwealth Games, Delhi
- 4e in wegrit Commonwealth Games, Delhi

2012
- 7e in Olympisch Omnium (baan), Londen

2013
- Nieuw-Zeelands kampioenschap op de weg

2016
- Nieuw-Zeelands kampioenschap op de weg

## Ploegen
- 2001 — Proctor & Gamble (Verenigde Staten)
- 2002-2003 — Diet Rite (Verenigde Staten)
- 2005 — Nobili Rubinetterie - Menikini Cogeas (Italië)
- 2006 — Univega Pro Cycling Team (Zwitserland)
- 2007 — Raleigh - Lifeforce Pro Cycling Team (Zwitserland)
- 2008 — Cervélo Lifeforce Pro Cycling Team (Zwitserland) (tot 1 april)
- 2009 — Team Tibco (Verenigde Staten)
- 2010-2014 — Tibco - To the Top (Verenigde Staten)
- 2015-2016 — Tibco - Silicon Valley Bank (Verenigde Staten)